# Lithacodia polita
Lithacodia polita là một loài bướm đêm trong họ Noctuidae.